# Campionato sudamericano maschile under 21 di pallavolo 2016
Il campionato sudamericano maschile under 21 di pallavolo 2016 si è svolto dal 19 al 23 ottobre 2016 a San Carlos de Bariloche, in Argentina: al torneo hanno partecipato sei squadre nazionali under 21 sudamericane e la vittoria finale è andata per la quarta volta all'Argentina.

## Impianti
|                                                                                        |  |  |
|                                                                                        |  |  |
| Estadio Pedro Estremador Città: San Carlos de Bariloche Capienza: - Anno d'apertura: - |  |  |

## Regolamento

### Formula
Le squadre hanno disputato un'unica fase con formula del girone all'italiana.

### Criteri di classifica
Se il risultato finale è stato di 3-0 o 3-1 sono stati assegnati 3 punti alla squadra vincente e 0 a quella sconfitta, se il risultato finale è stato di 3-2 sono stati assegnati 2 punti alla squadra vincente e 1 a quella sconfitta.
L'ordine del posizionamento in classifica è stato definito in base a:
- Numero di partite vinte;
- Punti;
- Ratio dei set vinti/persi;
- Ratio dei punti realizzati/subiti;
- Risultati degli scontri diretti.

## Squadre partecipanti
| Squadra   | Qualificazione      | Ultima partecipazione |
| --------- | ------------------- | --------------------- |
| Argentina | Paese organizzatore | Brasile 2014          |
| Brasile   | -                   | Brasile 2014          |
| Cile      | -                   | Brasile 2014          |
| Colombia  | -                   | Brasile 2014          |
| Perù      | -                   | Brasile 2014          |
| Uruguay   | -                   | Brasile 2014          |

## Torneo

### Risultati
| 19 ottobre 2016 Estadio Estremador, San Carlos de Bariloche Durata: ? - Spettatori: ? | Uruguay   | 0 - 3 | Colombia  | 17-25, 14-25, 15-25        |
| 19 ottobre 2016 Estadio Estremador, San Carlos de Bariloche Durata: ? - Spettatori: ? | Brasile   | 3 - 0 | Cile      | 25-15, 25-14, 25-17        |
| 19 ottobre 2016 Estadio Estremador, San Carlos de Bariloche Durata: ? - Spettatori: ? | Perù      | 0 - 3 | Argentina | 9-25, 15-25, 12-25         |
| 20 ottobre 2016 Estadio Estremador, San Carlos de Bariloche Durata: ? - Spettatori: ? | Brasile   | 3 - 0 | Uruguay   | 25-16, 25-17, 25-9         |
| 20 ottobre 2016 Estadio Estremador, San Carlos de Bariloche Durata: ? - Spettatori: ? | Cile      | 3 - 1 | Perù      | 25-21, 25-17, 29-31, 25-23 |
| 20 ottobre 2016 Estadio Estremador, San Carlos de Bariloche Durata: ? - Spettatori: ? | Colombia  | 1 - 3 | Argentina | 18-25, 12-25, 25-23, 18-25 |
| 21 ottobre 2016 Estadio Estremador, San Carlos de Bariloche Durata: ? - Spettatori: ? | Uruguay   | 0 - 3 | Perù      | 19-25, 20-25, 13-25        |
| 21 ottobre 2016 Estadio Estremador, San Carlos de Bariloche Durata: ? - Spettatori: ? | Colombia  | 0 - 3 | Brasile   | 26-28, 18-25, 22-25 66-78  |
| 21 ottobre 2016 Estadio Estremador, San Carlos de Bariloche Durata: ? - Spettatori: ? | Argentina | 3 - 0 | Cile      | 25-11, 25-19, 25-06        |
| 22 ottobre 2016 Estadio Estremador, San Carlos de Bariloche Durata: ? - Spettatori: ? | Brasile   | 3 - 0 | Perù      | 25-9, 25-11, 25-15         |
| 22 ottobre 2016 Estadio Estremador, San Carlos de Bariloche Durata: ? - Spettatori: ? | Cile      | 0 - 3 | Colombia  | 23-25, 20-25, 16-25        |
| 22 ottobre 2016 Estadio Estremador, San Carlos de Bariloche Durata: ? - Spettatori: ? | Argentina | 3 - 0 | Uruguay   | 25-5, 25-14, 25-6          |
| 23 ottobre 2016 Estadio Estremador, San Carlos de Bariloche Durata: ? - Spettatori: ? | Perù      | 0 - 3 | Colombia  | 17-25, 16-25, 11-25        |
| 23 ottobre 2016 Estadio Estremador, San Carlos de Bariloche Durata: ? - Spettatori: ? | Cile      | 3 - 1 | Uruguay   | 22-25, 25-18, 25-19, 25-18 |
| 23 ottobre 2016 Estadio Estremador, San Carlos de Bariloche Durata: ? - Spettatori: ? | Argentina | 3 - 1 | Brasile   | 24-26, 25-22, 25-20, 25-21 |

### Classifica
| Pos | Squadra   | Pt | G | V | P | SV | SP | Ratio | PF  | PS  | Ratio |
| --- | --------- | -- | - | - | - | -- | -- | ----- | --- | --- | ----- |
| 1   | Argentina | 15 | 5 | 5 | 0 | 15 | 2  | 7.500 | 422 | 259 | 1.629 |
| 2   | Brasile   | 12 | 5 | 4 | 1 | 13 | 3  | 4.333 | 392 | 288 | 1.361 |
| 3   | Colombia  | 9  | 5 | 3 | 2 | 10 | 6  | 1.666 | 364 | 324 | 1.123 |
| 4   | Cile      | 6  | 5 | 2 | 3 | 6  | 11 | 0.545 | 342 | 397 | 0.861 |
| 5   | Perù      | 3  | 5 | 1 | 4 | 4  | 12 | 0.333 | 281 | 381 | 0.737 |
| 6   | Uruguay   | 0  | 5 | 0 | 5 | 1  | 15 | 0.066 | 245 | 397 | 0.617 |

## Classifica finale
| Pos | Squadra   | Qualificazione                    |
| --- | --------- | --------------------------------- |
|     | Argentina | Campionato mondiale Under-21 2017 |
|     | Brasile   |                                   |
|     | Colombia  |                                   |
| 4   | Cile      |                                   |
| 5   | Perù      |                                   |
| 6   | Uruguay   |                                   |

## Premi individuali
| Premio                | Nome               | Squadra   |
| --------------------- | ------------------ | --------- |
| MVP                   | Jan Martínez       | Argentina |
| Miglior palleggiatore | Ignacio Roberts    | Argentina |
| Miglior opposto       | Juan Morena        | Colombia  |
| Miglior schiacciatore | Felipe Benavidez   | Argentina |
| Miglior schiacciatore | Kaio Ribeiro       | Brasile   |
| Miglior centrale      | Juan David Hurtado | Colombia  |
| Miglior centrale      | Agustín Loser      | Argentina |
| Miglior libero        | Alexandre Elias    | Brasile   |